# ギラモア子爵
ギラモア子爵（ギラモアししゃく、英: Viscount Guillamore）は、アイルランド貴族の爵位。1831年に創設され、1955年に廃絶した。

## 歴史
アイルランド財務府裁判所主席裁判官スタンディッシュ・オグレイディ(1766–1840)は裁判官引退とともに、1831年1月28日にアイルランド貴族であるリムリック県におけるロックバートンのオグレイディ男爵とリムリック県ケア・ギラモアにおけるギラモア子爵に叙された。1800年合同法の施行以降、新しいアイルランド貴族爵位の創設には3つのアイルランド貴族爵位の廃絶が必要であり、さらに一度廃絶として扱われたロスコモン伯爵が復活したため、ギラモア子爵位の創設はアルスター伯爵、キャッスル・クート男爵、バリーモア伯爵、カーハンプトン伯爵の廃絶を理由とした。
初代子爵の息子である2代子爵スタンディッシュ・ダービー・オグレイディ(1792–1848)は陸軍の軍人で、襲爵以前にホイッグ党所属庶民院議員を務めた。
2代子爵の後はその息子4人が相次いで爵位を継承したが、全員後継者たる男子に恵まれず、6代子爵の死後は2代子爵の弟の孫3人が相次いで爵位を継承、1955年に9代子爵が未婚のまま死去すると爵位が廃絶した。

## ギラモア子爵（1831年）
- 初代ギラモア子爵スタンディッシュ・オグレイディ（1766年 – 1840年）
- 第2代ギラモア子爵スタンディッシュ・ダービー・オグレイディ（英語版）（1792年 – 1848年）
- 第3代ギラモア子爵スタンディッシュ・オグレイディ（1832年 – 1860年）
- 第4代ギラモア子爵パジェット・スタンディッシュ・オグレイディ（1835年 – 1877年）
- 第5代ギラモア子爵ハードレス・スタンディッシュ・オグレイディ（1841年 – 1918年）
- 第6代ギラモア子爵フレデリック・スタンディッシュ・オグレイディ（1847年 – 1927年）
- 第7代ギラモア子爵ヒュー・ハモン・マッシー・スタンディッシュ・オグレイディ（1860年 – 1930年）
- 第8代ギラモア子爵リチャード・スタンディッシュ・オグレイディ（1867年 – 1943年）
- 第9代ギラモア子爵スタンディッシュ・ブルース・オグレイディ（1869年 – 1955年）